# Information (skivbolag)
Information är ett svenskt skivbolag som ger ut Studio och Fontän.

## Diskografi

### CD Album
- 2008 – Yearbook 2 (Information)
- 2006 – Studio - West Coast (Information)
- 2007 – Studio - Yearbook 1 (Information)

### 7" och 12"
- 2008 – Fontän  (Information) (12")
- 2007 – Studio - West Side Part 1&2  (Information) (7", begränsad till 1000 ex.)
- 2007 – Studio - West Coast  (Information) (Second Edition, 2xLP)
- 2007 – Studio - Life's A Beach!  (Information) (12", begränsad till 500 ex.)
- 2006 – Studio - West Coast  (Information) (LP, begränsad till 500 ex.)
- 2006 – Studio - No Comply  (Information) (12", begränsad till 500 ex.)